# Cleome macradenia
Cleome macradenia là một loài thực vật có hoa trong họ Màng màng. Loài này được Schweinf. mô tả khoa học đầu tiên năm 1896.